# 에센셜 비디오 코딩
에센셜 비디오 코딩(Essential Video Coding, EVC) 또는 MPEG-5는 MPEG 워킹 그룹 11의 130차 회의에서 결정에 따라 2020년 4월에 완성된 현재의 비디오 압축 표준이다.
이 표준은 로열티가 없는 하위 집합과 개별적으로 전환 가능한 향상된 기능으로 구성된다.

## 구현
XEVE(eXtra-fast Essential Video Encoder)는 자체적으로 빠른 오픈 소스 EVC 인코더로 설명된다. C99로 작성되었으며 EVC의 기본 프로필과 기본 프로필을 모두 지원한다. 해당 라이선스는 커스텀 3절 BSD 허가서이다.

## MPAI-EVC
MPAI는 기존 도구를 AI 기반 도구로 개선하거나 교체하여 EVC의 성능을 크게 향상시키는 것을 목표로 하며, EVC의 기본 프로필보다 최소 25% 향상된 성능을 달성하는 것을 목표로 한다.

## 같이 보기
- 다용도 비디오 부호화
- AV1